# انفجارهای ماراتن بوستون
انفجارهای بوستون به مجموعه ۳ انفجار که در ۱۵ آوریل سال ۲۰۱۳ در شهر بوستون روی داد، گفته می‌شود. این انفجارها هنگام مسابقه دو ماراتن شهر بوستون و در ساعت ۲:۵۰بعداز ظهر به وقت محلی و در خیابان بویلستون نزدیک میدان کاپلی رخ داد.
مقامات بوستون از افزایش شمار تلفات انفجارهای ۱۵ آوریل ۲۰۱۳ خبر دادند و تلفات دست کم سه کشته و ۱۳۰ زخمی گزارش شد. گزارش‌های نخستین حاکیست که وسیله انفجاری در یک سطل آشغال کار گذاشته شده بود که یکی از مقتولان کودکی ۸ ساله بوده است. انفجار سومی هم در کتابخانه جان اف کندی در چند کیلومتری محل رویداد اتفاق افتاد. دو انفجار اول حدود دو ساعت بعد از آن روی داد که نفرات اول از خط پایان رد شده بودند. دست کم سه بمب عمل نکرده نیز در بوستون کشف شد. این سلسله انفجارات توسط دو برادر چچنی‌تبار به نام‌های جوهر تسارنایف ۱۹ ساله و تیمورلنگ تسارنایف ۲۶ ساله صورت گرفت.

## واکنش بان کی مون
بان کی مون دبیرکل سازمان ملل در آن زمان، ضمن محکوم کردن انفجارهای بوستون، آن را اقدامی احمقانه و وحشتناک اعلام کرد و با قربانیان این حادثه ابراز همدردی کرد. بان کی مون تصریح کرد: این خشونت احمقانه که رخ دادن آن در مراسمی که برای گردهم آوردن افراد به دور هم از سراسر جهان با روحیه ورزشکاری و هماهنگی معروف است، بسیار وحشتناک است.

## مظنونان
غائله بمب‌گذاری بوستون آمریکا با کشته شدن یکی از مظنونان بمب‌گذاری و دستگیری دیگری پایان یافت. این سلسله انفجارات توسط دو برادر چچنی الاصل به نام‌های جوهر سارنایف ۱۹ ساله و تیمورلنگ سارنایف ۲۶ ساله صورت گرفت.

## نحوه بمب‌گذاری
این دو جوان روز ۱۵ آوریل سال ۲۰۱۳ دو بمب را که در کوله‌پشتی جا داده بودند در نزدیکی خط پایان ماراتون بوستون کار گذاشتند. رسانه های آمریکایی گزارش دادند که عامل انفجارها بمب های دست سازی بودند که در ساخت آنها گلوله یا ساچمه های بلبرینگ به کار رفته بود. آنها از ساچمه یا میخ برای افزایش تلفات انسانی بمب های دست ساز استفاده می شود زیرا پس از انفجار، این اجسام در اطراف پراکنده می شود و به تعداد بیشتری از حاضران در محل آسیب می رساند.

## واکنش دولت جمهوری چچن
جمهوری چچن هرگونه رابطه‌ای را با دو برادر چچنی‌تبار مظنون به بمب‌گذاری در ماراتون بوستون رد کرد. سخنگوی رمضان قدیروف رئیس‌جمهوری چچن گفت که تیمورلنگ و جوهر سارنایف در کودکی چچن را ترک کرده‌اند.

## نگارخانه

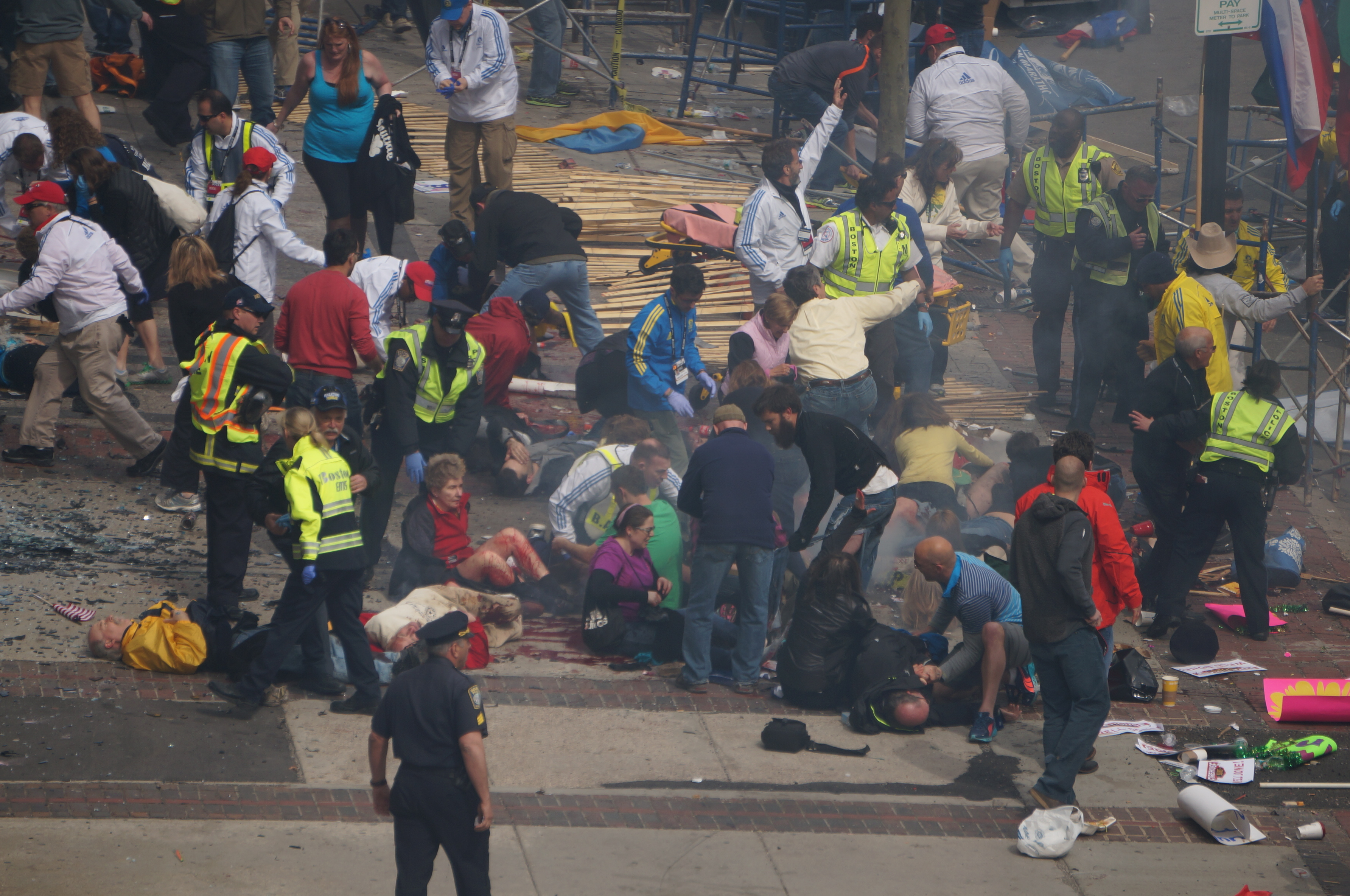
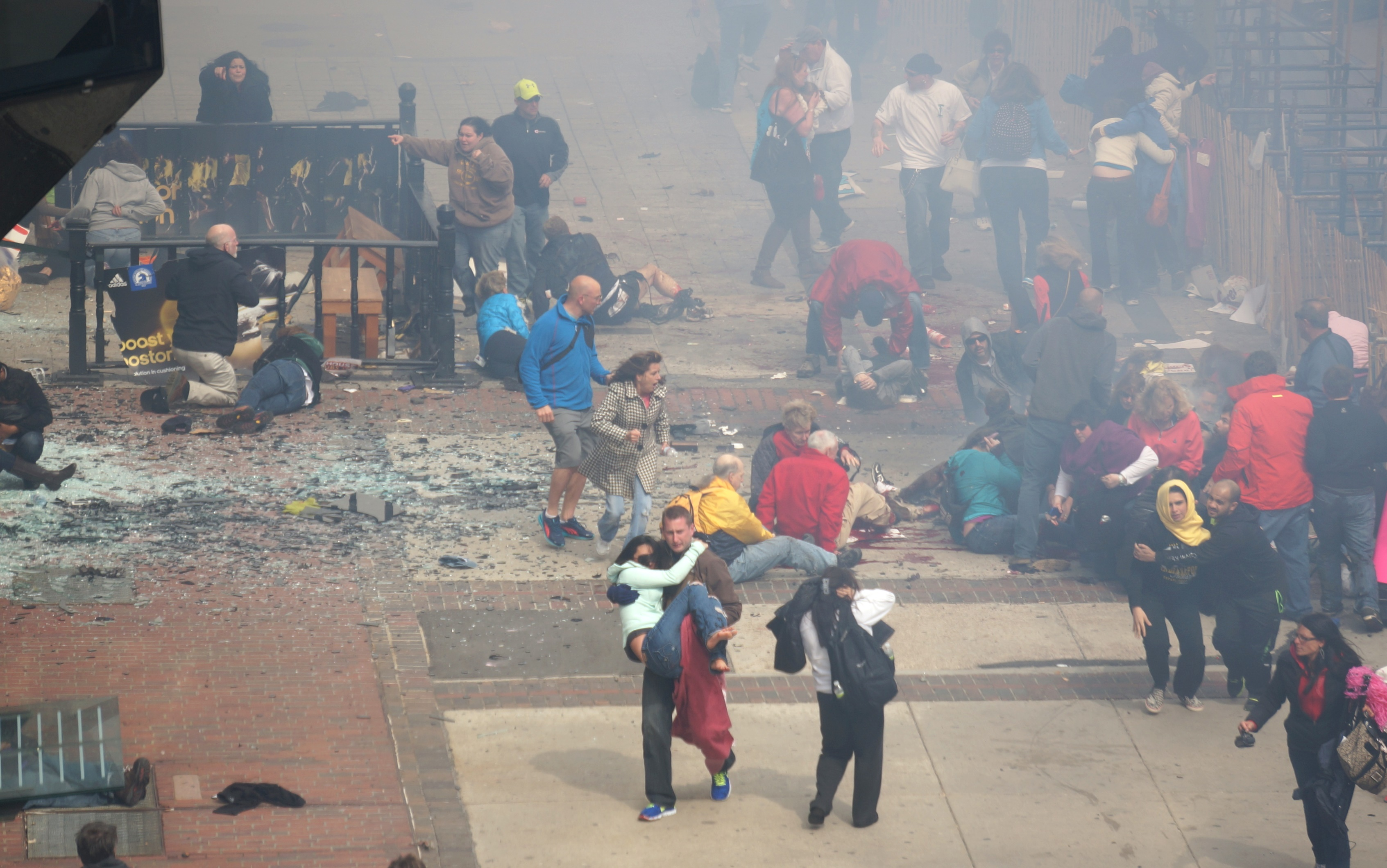
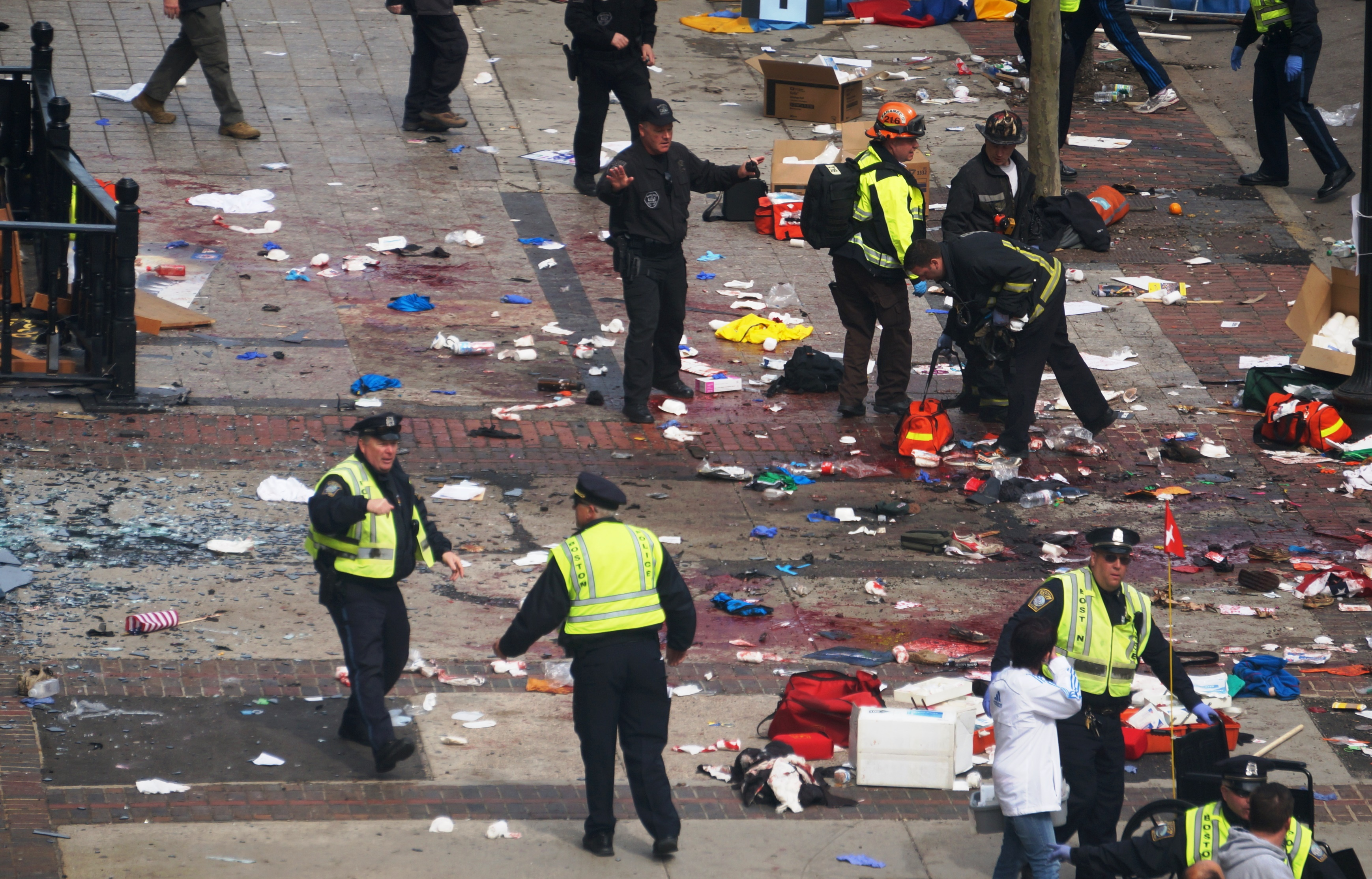